# برونسبارو ویلیج (کنتاکی)
برونسبارو ویلیج (به انگلیسی: Brownsboro Village) شهری در ایالت کنتاکی کشور ایالات متحده آمریکا است که جمعیت آن در سرشماری سال ۲۰۱۰ میلادی، ۳۱۹ نفر بوده‌است.